# Lukas Römer von Maretsch

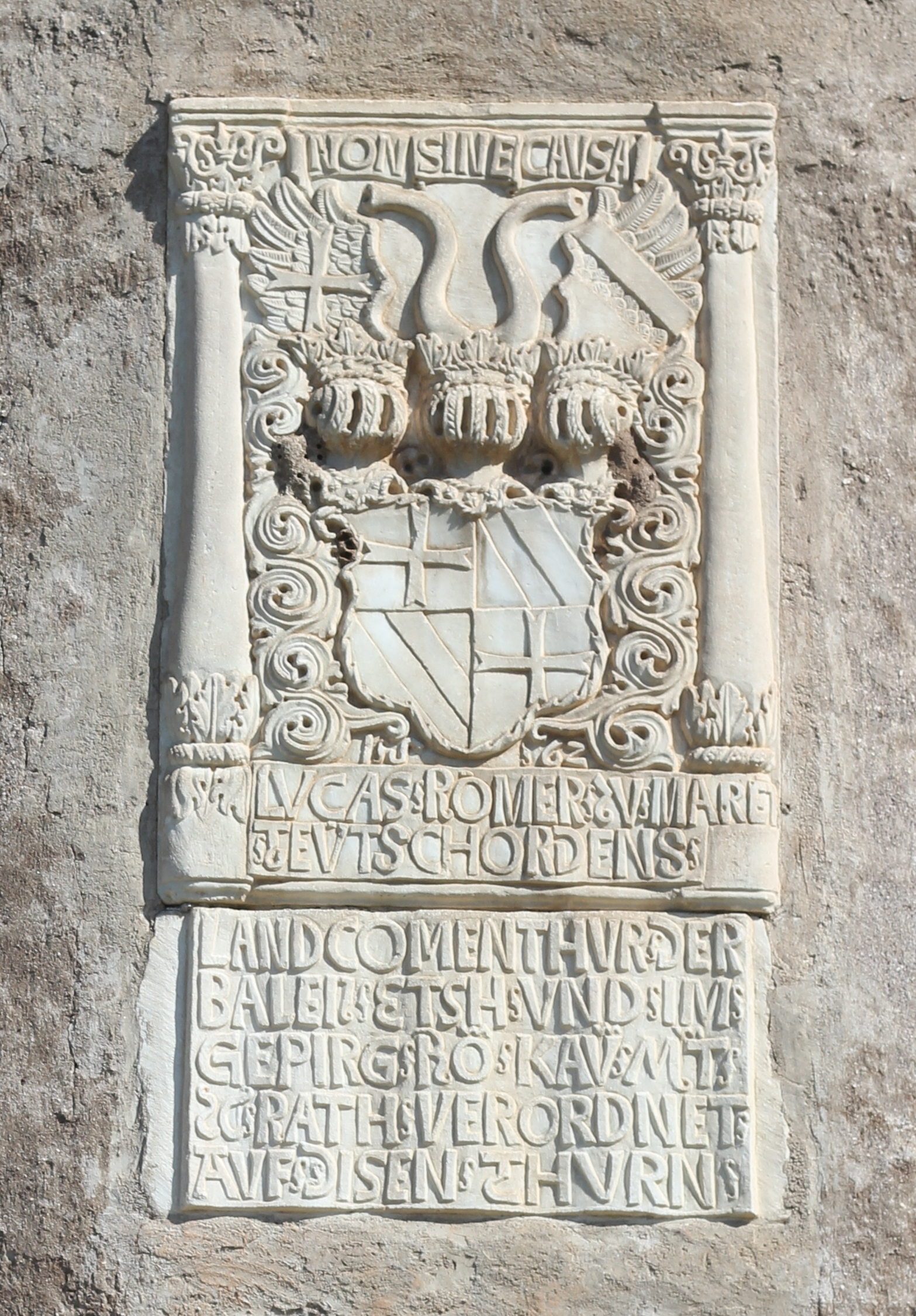
Wappenstein von Lukas Römer von Maretsch am Schloss Maretsch

Lukas Römer Freiherr von Maretsch und Mayenburg (* um 1520 in Buchenstein; † 1581/82) war ein einflussreicher tirolerischer Politiker und Diplomat. Er war Landkomtur der Deutschordensballei An der Etsch, Kaiserlicher Rat, Gesandter und stellvertretender Landeshauptmann an der Etsch.

## Leben

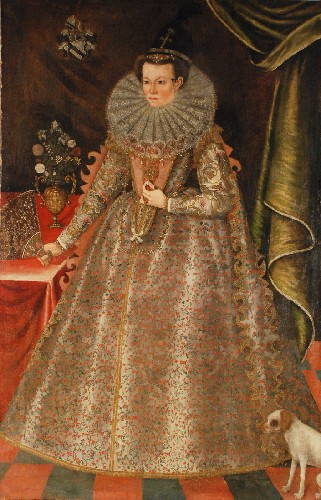
Lukas Tochter Susanna geb. Römer, Frau von István Kakas

Er stammte aus dem tirolischen briefadeligen Geschlecht Römer von Maretsch. Seine Eltern waren der Hauptmann von Buchenstein Christoph Römer von Maretsch († 1544) und dessen Ehefrau Elisabeth geb. von Caldes. Der Überlieferung nach war die Familie um 1295 von Rom nach Bozen gekommen. 1477 hatte sein Großvater Sigmund Römer das Schloss Maretsch bei Bozen erworben. Lukas Römer trat in jungen Jahren in den Deutschen Orden ein. Seit 1552 wirkte er dort als Komtur der Kommende Sterzing und seit 1560 als Landkomtur der Deutschordensballei An der Etsch und im Gebirge. Des Weiteren ernannte man ihn zum kaiserlichen Rat. 1558/59 reiste er zusammen mit dem Hochmeister zum Reichstag nach Augsburg. Anfang der 1560er Jahre baute er die mittelalterliche Burg Maretsch zu einem repräsentativen Adelssitz um. Sein 1562 datierter Wappenstein am Schloss trägt oben im Rahmen den lateinischen Wahlspruch NON SINE CAVSA („Nicht ohne Grund“) und unter dem Wappen die deutsche Inschrift:
„LVCAS RÖMER ZV MARET TEVTSCHORDENS LANDCOMENTHVR DER BALEI ETSCH VND IM GEPIRG RÖ[misch-] KAY[serlicher] M[ajestä]T RATH VERORDNET AVF DISEN THVRN“
1566 sandte ihn Kaiser Maximilian II. in diplomatischer Tätigkeit nach Rom. Vor seiner Weiterreise nach Mailand erkrankte er in Florenz. 1570 kaufte er die Mayenburg, mit der ihn der Tiroler Landesfürst kurze Zeit darauf belehnte. Von 1571 bis 1581 bekleidete er das Amt des stellvertretenden Landeshauptmanns an der Etsch. Römer wird als ein dem Klerus abgeneigter Mann beschrieben, der Zeit seines Lebens der Reformation nahestand. Um seine Mätresse Barbara Hueber zu heiraten, schied er 1573 eigenmächtig aus dem Deutschen Orden aus. Sein Nachfolger im Amt des Landkomturs wurde Andreas Joseph von Spaur. Am 25. Juli 1573 verlieh ihm der Kaiser den Freiherrenstand. Zur selben Zeit ließ er seine fünf unehelichen Kinder anerkennen. Später wurde die Ehe vom Deutschen Orden angefochten. 1574 besaß er das Schloss Kampan in Kaltern. Seine damals hohe Schuldenlast führte zu einer Pfändung seines Verdienstes. Der Ernennung des Kardinals Andreas von Österreich 1579 zum Gubernator verweigerte Römer seine Zustimmung, worauf ihm der Tiroler Landesfürst Erzherzog Ferdinand II. mit Arrest drohte. In einer Urkunde vom 24. Mai 1581 wird bereits seine Hinterlassenschaft verwaltet. Dies steht im Widerspruch zu älteren Quellen, die sein Todesjahr irrtümlich mit Ende 1582 angeben. Da die Ehe von Lukas Römer nachträglich für ungültig erklärt wurde, sah sich der Deutsche Orden als alleiniger Erbe und ging gegen Ansprüche der Hinterbliebenen entschieden vor. Seine Tochter Susanna Römer heiratete später den Siebenbürger Diplomaten István Kakas († 1603).